# Islas Frisias
Las islas Frisias (en frisón, Waadeilannen; en neerlandés, Waddeneilanden; en alemán, Friesische Inseln; y en danés, De Frisiske Øer) son una cadena de islas e islotes que transcurren paralelos a la costa occidental de Europa, desde el norte de los Países Bajos hasta el suroeste de Dinamarca pasando por Alemania, contenidas en el territorio de la antigua Frisia, de las que reciben el nombre. Separan el mar del Norte del mar de Frisia. Este último, al vaciarse con la marea baja, permite el acceso a pie a algunas de las islas.
Constituidas por terrenos arenosos y arcillosos, tienen muy poca altura y son de morfología muy cambiante. La acción del oleaje y los temporales excepcionales pueden ampliarlas o hacerlas desaparecer, o incluso juntar unas con otras (como fue el caso de Texel y Eierland). 
Aunque antiguamente basaban su economía en la agricultura (escasa), la ganadería (vacas y corderos) y la pesca, actualmente el turismo es una fuente de ingresos fundamental.
Se clasifican en tres grupos: occidentales, orientales y septentrionales.

## Islas Frisias occidentales
Van desde el norte de la provincia de Holanda Septentrional (Texel) hasta Rottumeroog, a poniente del estuario del río Ems; administrativamente pertenecen a los Países Bajos.
Pertenecen a esta división:
- Noorderhaaks
- Texel
- Vlieland
- Richel
- Terschelling
- Griend
- Ameland
- Rif
- Engelsmanplaat
- Schiermonnikoog
- Simonszand
- Rottumerplaat
- Rottumeroog

## Islas Frisias orientales
Se extienden desde el estuario del Ems hasta el del Weser; pertenecen a Alemania.
Este grupo comprende:
- Borkum
- Lütje Hörn
- Kachelotplate
- Memmert
- Juist
- Norderney
- Baltrum
- Langeoog
- Spiekeroog
- Wangerooge
- Minsener Oog
- Mellum

## Islas Frisias septentrionales
Van desde la desembocadura del Elba hacia el norte, hasta la altura de Esbjerg, paralelas a la costa de Jutlandia. Administrativamente se encuentran repartidas entre Alemania y Dinamarca.
Pertenecen a este conjunto:
- Rømø
- Mandø
- Fanø

- Sylt
- Uthörn
- Föhr
- Amrum
- Pellworm
- Halligen
- Nordstrand

## Otras islas
- Heligoland
- Neuwerk

- Datos: Q76936
- Multimedia: Frisian Islands / Q76936